# Petrissa Solja
Petrissa Solja (ur. 11 marca 1994 w Kandel) – niemiecka tenisistka stołowa, srebrna medalistka olimpijska, dwukrotna medalistka mistrzostw świata, multimedalistka mistrzostw Europy i igrzysk europejskich.
W 2010 roku została zgłoszona do udziału w igrzyskach olimpijskich młodzieży, jednak ostatecznie w nich nie wystartowała. W 2016 roku wzięła udział w igrzyskach olimpijskich w Rio de Janeiro. Zaprezentowała się w dwóch konkurencjach – zdobyła srebrny medal olimpijski w grze drużynowej (wspólnie z nią niemiecki zespół stanowiły Han Ying i Shan Xiaona) i zajęła siedemnaste miejsce w grze pojedynczej.
Dwukrotnie zdobyła brązowe medale mistrzostw świata w grze mieszanej (w 2017 roku w parze z Fangiem Bo i w 2019 roku z Patrickiem Franziską), w latach 2013–2018 zdobyła sześć medali mistrzostw Europy (cztery złote, jeden srebrny i jeden brązowy), a w latach 2015–2019 trzy złote medale igrzysk europejskich.